# Bernard Gui
Pour les articles homonymes, voir Gui.
Ne doit pas être confondu avec Guy Bernard.
Bernard Gui, né en 1261 à La Roche-l'Abeille (Haute-Vienne), et mort en 1331 à Lauroux (Hérault), est  un dominicain français, évêque de Lodève et de Tui en Galice, historien, chroniqueur et hagiographe. Il est connu pour son rôle d'inquisiteur en Languedoc.

## Biographie
Bernard Gui (Bernardus Guidonis en latin) est né dans l'ancienne paroisse de Royère, aujourd'hui hameau de la commune de La Roche-l'Abeille en Limousin.
Il embrasse les ordres à l'âge de dix-neuf ans en entrant comme novice au couvent dominicain de Limoges. Il y étudie la logique puis se rend à Bordeaux au début des années 1280 pour y étudier la philosophie. Une fois ses études terminées, en 1291, il se met à enseigner la théologie aux dominicains. Il devient prieur d'Albi en 1294, puis de Carcassonne, de Castres et de Limoges. Finalement, il est nommé inquisiteur de Toulouse en 1308 et occupe cette fonction jusqu'en 1323.
Médiocre théologien, il donne toute sa mesure dans ses nouvelles fonctions. Durant sa charge, il réprime les trois grandes « hérésies » de son époque : le catharisme (1307–1323), le valdéisme (1316–1322) et les Béguards et Béguines (1319–1323).
Il appartient à la troisième génération d'inquisiteurs, laquelle rend à l'institution inquisitoriale son poids et son efficacité après une période de contestations. Il en est aussi le grand ordonnateur juridique. Réputé pour la sévérité de ses sentences (mais aussi pour la rigueur de ses enquêtes contradictoires), il envoie notamment au bûcher Peire Authié, dernier « bon homme » actif en Languedoc (avril 1310). Il participa aussi au procès du franciscain et opposant à l'Inquisition Bernard Délicieux (1319).
Son Liber sententiarum (Livre des sentences) recueille les actes de 11 sermons généraux (appelés sermo generalis) et ses 916 décisions de justice prises, pendant son mandat d'inquisiteur à Toulouse, contre 636 personnes (décisions individuelles ou concernant toute une communauté). Les sermons révèlent que le but premier de l'Inquisition est la soumission des « hérétiques » et non leur anéantissement. Contrairement à l'image de l'inquisiteur implacable, ce registre montre la variété de ses sanctions : 30 % des décisions sont des libérations de peine, environ 6 % sont des condamnations au bûcher (principalement pour les relaps), plus de 50 % sont des condamnations à la prison (prison perpétuelle avec mise aux fers pour les cas les plus graves) ou la pénitence du port de la croix jaune.
Ses promotions en tant qu'évêque lui sont octroyées par le pape Jean XXII en récompense des services rendus en tant qu'inquisiteur. En août 1323, il est nommé évêque de Tuy en Galice (Espagne) ; aucun document ne permet de savoir s'il s'y rendit. Il reçoit ensuite en 1324 le modeste évêché de Lodève.
Historien et hagiographe de son ordre, il est l'auteur de nombreux ouvrages de grande importance dont, entre autres, le premier des manuels d'Inquisition, la Practica Inquisitionis hæreticae pravitatis (Manuel de l'inquisiteur), rédigé entre 1319 et 1323, et portant sur les pratiques et les méthodes de l'inquisition à l'usage de ses frères.
Il rédige également un arbre de la généalogie des rois des Francs. Cinq éditions furent produites entre 1313 et 1331. C'est la première fois qu'on trouve les mots « arbre » et « généalogie » dans un titre. À l'époque, la notion d'arbre généalogique n'est pas encore arrêtée. C'est également la première fois qu'on applique à une généalogie royale les représentations d'ordinaire réservées aux généalogies bibliques.
Son corps est transporté à Limoges et inhumé dans l’église des Prêcheurs, à gauche de l’autel.

## Œuvres littéraires

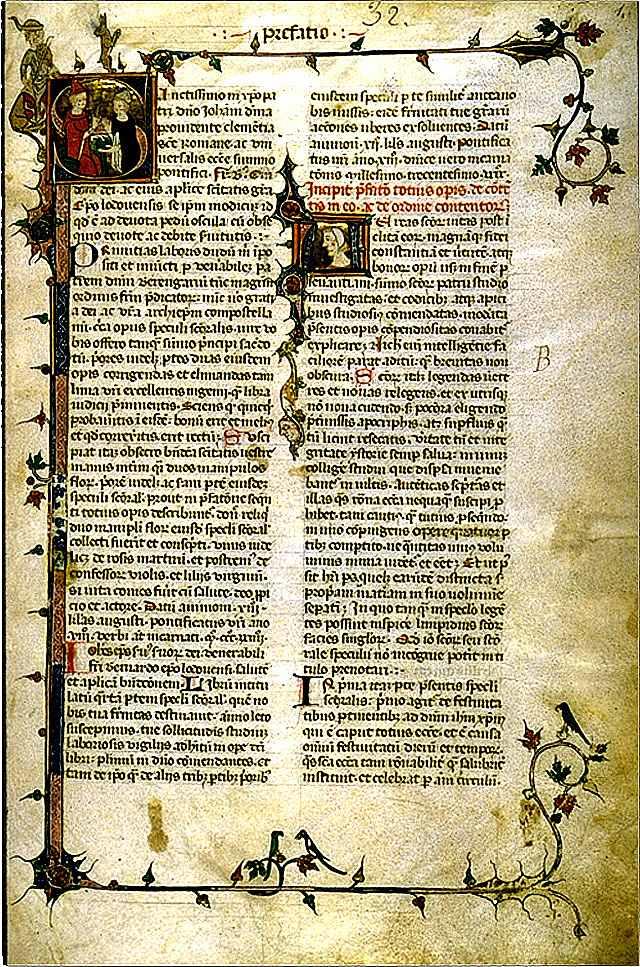
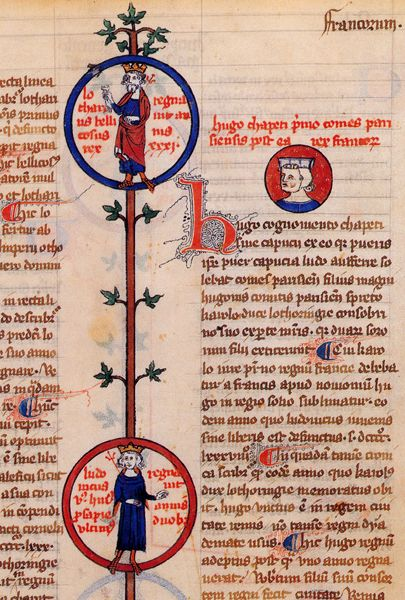
Page enluminée de la Chronique des rois de France.
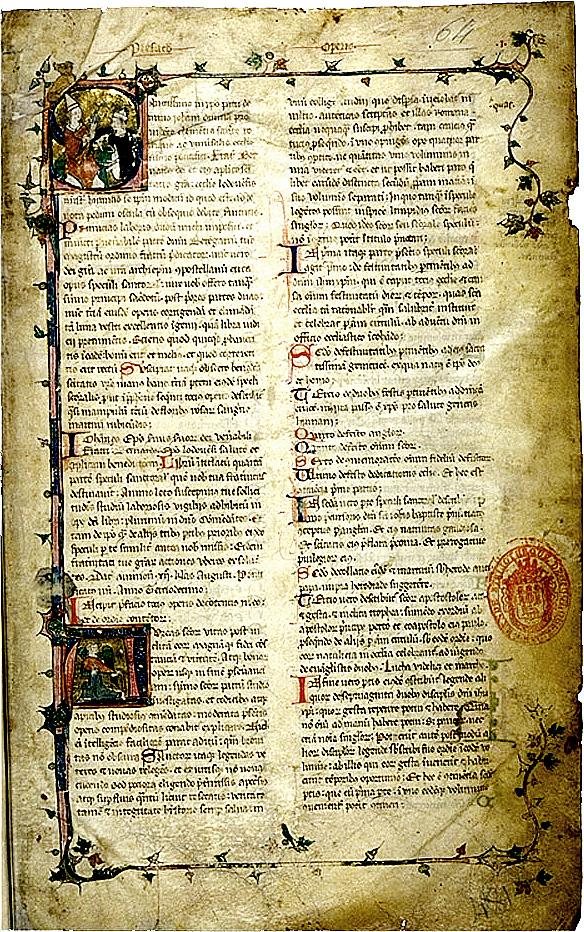

- Fleurs des chroniques
- Chronique abrégée des empereurs
- Chronique des rois de France
- Catalogue des évêques de Limoges
- Traité sur les saints du Limousin
- Traité sur l'histoire de l'abbaye Saint-Augustin-lès-Limoges
- Chronique des prieurs de Grandmont
- Chronique des prieurs de l'Artige
- Chronique des évêques de Toulouse
- Sanctoral ou miroir des Saints
- Vie des Saints
- Vie de saint Fulcran
- Traité sur les soixante-douze disciples et sur les apôtres
- Traité sur l'époque de la célébration des conciles
- Compilation historique sur l'ordre des Dominicains
- Pratique de l'Inquisition
- Catalogus episcoporum Lodovensium (catalogue des évêques de Lodève)

## Dans la fiction
Il est l'un des principaux personnages du roman Le Nom de la rose d'Umberto Eco, dans lequel il se sert de la lutte contre l'hérésie dolcinienne dans la querelle politico-théologique sur la « pauvreté de Jésus » qui oppose le pape Jean XXII, dont il est l'envoyé, à l'empereur romain germanique Louis IV du Saint-Empire et aux franciscains menés par Michel de Césène et Ubertin de Casale.
On retrouve ce personnage dans l'adaptation cinématographique du roman par Jean-Jacques Annaud, où il est interprété par le comédien américain F. Murray Abraham. Toutefois, le nom du personnage est un peu modifié (il devient Bernardo Gui) et son sort diffère à la fin du film.
Dans la mini-série italo-allemande de 2019, réalisée par Giacomo Battiato, l’inquisiteur Bernard Gui est interprété par le comédien britannique Rupert Everett.